# Norje Sunnansund

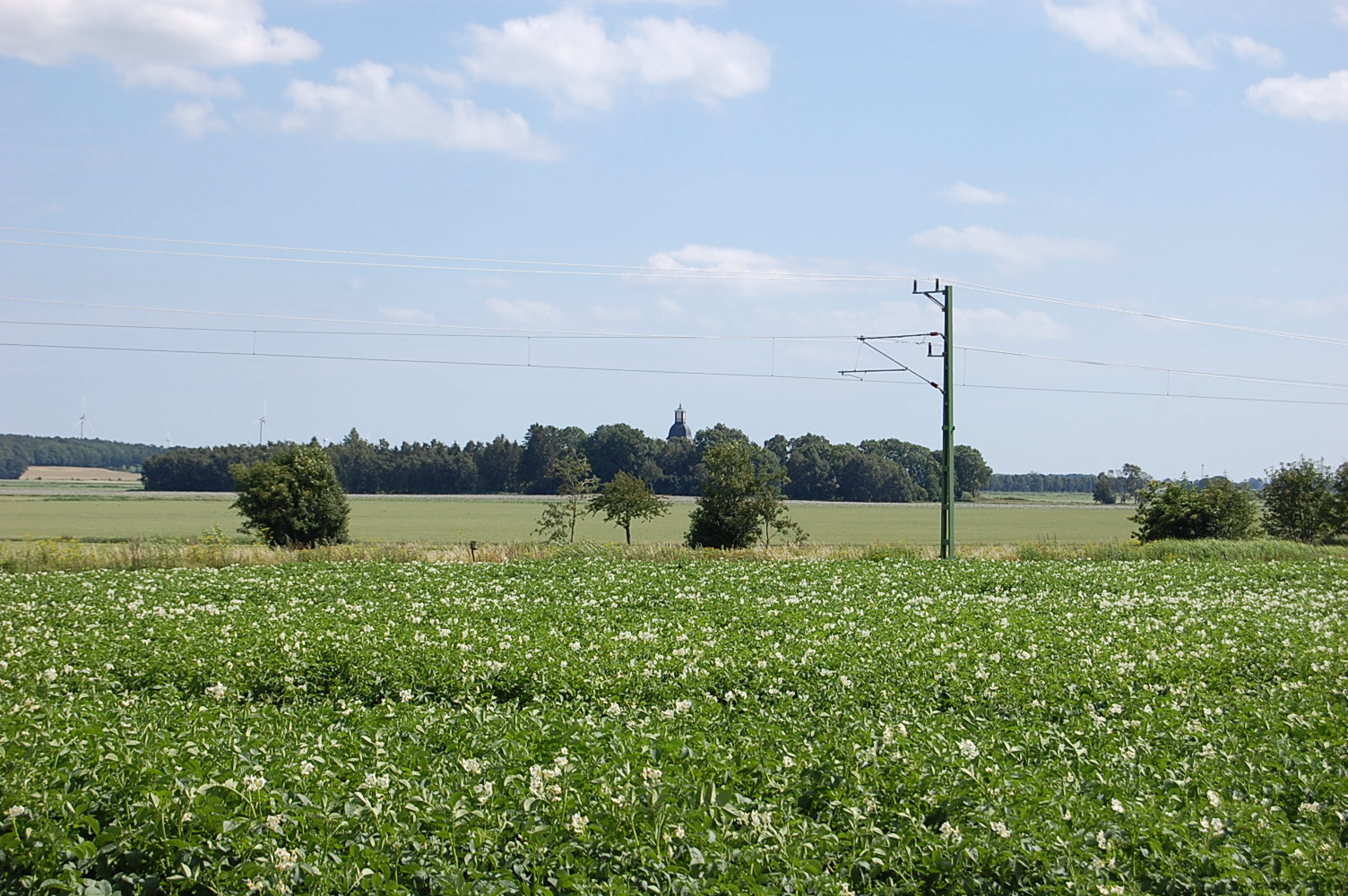
Vesan från nordväst, med Gammalstorps kyrktorn synligt på den före detta ön. Bilden tagen innan motorvägsbyggetvid skogskanten till vänster i bild där utgrävningen var.

Norje Sunnansund är en arkeologisk utgrävningsplats väster om byn Norje i Ysane socken, Sölvesborgs kommun av en 9 600-8 600 år gammal mesolitisk boplats, det vill säga stenåldersboplats från de jägar-samlarfolk som återbefolkade Europa efter att senaste istiden hade dragit sig tillbaka. Att människor levde bofast i Sverige så tidigt i historien var då ny kunskap. Platsen undersöktes under 2011 inför ombyggnaden av väg E22, och blev allmänt känd i februari 2016 när resultaten från utgrävningarna publicerades, vilket bland annat visar på världens äldsta kända fermenteringsanläggning, där föregångaren till dagens surströmming framställdes.

## Placering
Boplatsens placering var vid en ekoton miljö vid det före detta sundet, och senare sjön, Vesan, som skilde fastlandet från Listerlandet, med Östersjön nära. Den var omgiven av tall och hasselskog. På andra sidan sundet reser sig Ryssberget.

## Resultat
Vid boplatsen hittade man en fermenteringsanläggning för fisk som var cirka 9 200 år gammal. Den innehöll cirka 30 000 fiskben per kvadratmeterruta, blandat med tallbark som användes vid försurningsprocessen. Detta är den äldsta fermenteringsanläggning man har hittat. Mängden fiskben som hittades tyder på att man kunde försörja en stor grupp av bofasta människor och att de nordligare samhällena var mer utvecklade än forskarna trott. Enligt forskarna visar detta att människor levde bofast i Norden nästan lika tidigt som de jordbrukskulturer som uppstod i Levanten i Mellanöstern, vilket brukar kallas "civilisationens vagga".